# 廖运周
廖运周（1903年—1996年5月11日），原名冠洲，安徽凤台人，中国军事人物，国民革命军高级将领，中国共产党特别党员。中国人民解放军开国少将。

## 生平

### 早年
廖运周的堂弟廖运泽、寿县同乡孙一中，黄埔一期毕业后留校；堂兄廖运升在黄埔四期。1926年3月廖运周乘船南下抵达广州，考入黄埔军校第五期。1927年3月由靖任秋、孙一中介绍在加入中国共产党。任叶挺第二十五师的第七十五团团部参谋，参加南昌起義。起义部队南下潮汕战斗失利，辗转赴上海、南京。1928年初被在上海的中央军委派遣回安徽做兵运工作，与许光达同任寿县学兵团教育副官，任中共特别支部组织委员。1928年5月廖运周赴正阳关，到原柏文蔚第三十三军第一师师长袁家声所办的正阳学兵连，组织该连兵变，并参加阜阳和正阳关武装暴动。1928年7月，廖运周和许光达等人在廖家湾开展农运工作。成立隶属于凤台县委的江淮党支部，廖运周任党支部书记。1928年10月身份暴露后被迫离开家乡，前往北平投奔同乡前辈、国民革命军第一集团军第四军团总指挥方振武，改名廖运周，任鲍刚第91师的连长、参谋。

### 在鲍刚部
1929年随第45师第134旅鲍刚部参加发动芜湖兵变，皖南兵败后随鲍刚潜伏上海、天津。1930年5月中原大戰时，鲍刚被冯玉祥任命为独立第2师师长，驻彰德。中原大战失败后，鲍刚部退山西的晋城、翼县、1931年抵介休、孝义。廖运周任该师参谋，后升任营长。1932年12月25日, 方振武、鲍刚在介休誓师北上抗日，1933年察哈尔民众抗日同盟军第二师乔明礼旅九团团长。1933年8月冯玉祥、方振武失败，鲍刚部被河南省主席劉峙改编为国民革命军独立第四十六旅，开驻河南省卢氏县，廖运周与党组织失去联系，任第738团团长。1937年上半年开驻南阳。
1937年抗战爆发后，独立第46旅开赴前线，参加了平汉路北段作战，受商震指挥，在正定前沿的大沙河抗击日军南下。10月下旬，独立第46旅退往武安、涉县休整，扼守东阳关。廖运周遇到在孙殿英部的靖任秋，从而与中共北方局组织部长兼军事部书记朱瑞建立单线组织联系。1937年12月23日，第一战区电令独立第46旅开赴河南焦作。

### 编入汤恩伯系
1938年1月鲍刚的独立第46旅、东北军檀自新国民革命军骑兵第四军撤销后的新编第5师、豫北师管区的5个新兵营在焦作编成补充第2师。1938年2月赴临汝训练，改编为第110师，共11340人，步枪7100多支，轻机枪124挺，重机枪38挺，迫击炮14门，隶属于汤恩伯第二十军团第十三军：
- 师长张轸
- 副师长王晓民
- 参谋长秦鼎新
- 第328旅旅长辛少亭
  - 第655团 团长鲍汝澧
  - 第656团 团长廖运周
- 第330旅旅长李世勣（曾任东北军骑兵第22旅旅长、骑兵第10师参谋长，后任马占山东北挺进军参谋处长）[1]
  - 第659团团长王振淮（东北军骑兵第十师指挥官）
  - 第660团团长张继烈

1938年3月18日由临汝出发，从许昌铁路输送于25日抵达徐州，李宗仁令该师接替第五十二军从万年闸至韩庄30华里运河防务并暂归孙连仲第2集团军指挥，从3月28日至4月5日完成了运河防御战。至5月5日战斗近40天，该师共伤亡4310人，原4个团缩编为4个营。
1938年武汉会战后升任第330旅旅长。1941年升任第110师副师长。1942年5月升任第110师师长。

### 率部投共經過
1946年下半年，中共晋冀鲁豫中央局与廖运周取得联系，派遣一批党员骨干进入国军第110师。1947年廖运周任该师中共地下党委书记。淮海战役期间，邓小平指示廖运周积极准备，耐心等待，在最有利的时机起最大作用。
11月26日黄维决定次日集中11师、118师、18师和110师共4个师齐头并进，向双堆集东南方向突围。廖运周立即派人潜往当面中原野战军6纵报告情况并请求乘突围之机举行战场叛逃。考虑到4个师齐头并进，110师被夹于中间，不利于起義行动，廖运周向黄维建议，将4个师齐头并进改为梯次行动，如果110师先攻击得手，其他师即迅速跟进。黄维采纳之。刘伯承、陈毅、邓小平批准廖运周起義行動， 规定了倒戈部队行进通道和联络信号，指示6纵做好接应廖运周师和阻击黄维的准备。11月27日廖运周率110师师部和两个团5,000人，在解放军炮火掩护下，经6纵让开的秘密通道，迅速向指定的地区开进。黄维被騙，以为110师突围成功，命令后续3个师沿110师路线突围，一進入当即遭6纵口袋陣夾攻痛击，折回双堆集。
廖运周率师叛逃成功，造成黄维突围计划失败，军心动摇，最终被解放军歼灭。
所部改编为中国人民解放军第四兵团第十四军第42师担任首任师长。作为中国人民解放军第二野战军十名正式代表之一，出席中国人民政治协商会议第一届全体会议和开国大典。

### 中华人民共和国时期
中华人民共和国成立后，1954年任中国人民解放军沈阳炮兵学校校长兼党委副书记，1955年中国人民解放军开国少将、一级解放勋章。1962年六十周岁时转业地方，任吉林省体育运动委员会主任。
文革后，任第五届（第二次会议增补）、第六届、第七届全国政协委员，民革中央常委、副秘书长，民革中央监察委员会秘书长、副主席，黄埔军校同学会理事等。

## 身后纪念
1996年6月8日《人民日报》头版头条刊登新华社专电《廖运周同志逝世》。
位于淮南市田家庵区安成镇廖湾村的廖家湾革命纪念馆的廖运周展厅。

## 家庭
父亲廖子宾：辛亥时参加柏文蔚等创建的“岳王会”
夫人傅书岚（任秋）：南京国立戏剧专科学校毕业
堂兄廖运泽：黄埔一期
堂兄廖运升：黄埔四期